# Ioan de Istria
Ioan a fost un nobil franc, devenit duce de Istria la începutul secolului al IX-lea, la puțină vreme după cucerirea Istriei de către împăratul Carol cel Mare. 
În anul 804, locuitorii din cele nouă orașe din Istria s-au plâns împăratului Carol cel Mare pe motiv că ducele Ioan ignora vechile lor privilegii. Ioan le luase privilegiile privitoare la pescuit și la pășunat și totodată abolise vechea ierarhie, precum și demnitățile de tribuni, "domestici", vicari și ipați, datând din vremea stăpânirii bizantine. De asemenea, Ioan îi forțase pe mulți dintre supuși să se înroleze în trupele sale personale, alături de sclavi. În răspunsul său, Ioan a explicat cum că nu avusese cunoștință de vechile cutume din Istria și că va lua măsuri. Rezultatul acestor promisiuni nu este cunoscut.